# Tilloy-lès-Hermaville
Tilloy-lès-Hermaville là một xã ở tỉnh Pas-de-Calais, vùng Hauts-de-France của Pháp.

## Địa lý
Tilloy-lès-Hermaville tọa lạc 9 dặm (14,5 km) phía tây Arras, tại giao lộ của các tuyến đường D75 và D78.

## Dân số
| 1962                                                         | 1968 | 1975 | 1982 | 1990 | 1999 | 2006 |
| ------------------------------------------------------------ | ---- | ---- | ---- | ---- | ---- | ---- |
| 114                                                          | 139  | 137  | 149  | 186  | 178  | 208  |
| Số liệu điều tra dân số từ năm 1962: Dân số không tính trùng |      |      |      |      |      |      |

## Địa điểm nổi bật
- Nhà thờ St.Martin, with the tower thế kỷ 16.